# 1928년 전국체육대회 정구
1928년 전국체육대회 정구는 일제강점기 조선 경성부에서 개최된 1928년 전국체육대회의 경기 종목이다. '제8회 전조선정구대회'로 개최되었으며 1928년 5월 18일부터 5월 19일까지 경성운동장 정구장에서 개최되었다.

## 대회 진행
제8회 전조선정구대회는 1928년 5월 18일부터 이틀간 일제강점기 조선 경성부에 있는 경성운동장 정구장에서 개최되었다.
소학부 종목에서는 선천공립보통학교가 단독으로 출전하여 자동으로 우승처리되었다. 중학부 종목에서는 경신학교, 보성고등보통학교, 중앙고등보통학교, 양정고등보통학교, 중동학교, 배재고등보통학교 등 6개 선수단이 출전하여 중동학교가 우승했다. 청년부 종목에서는 보성전문학교, 연희전문학교, 세브란스의학전문학교, 법정학교 등 4개 선수단이 참가하여 보성전문학교가 우승했다.

## 경기 결과

### 소학부
| 결승 |                  |      |  |  |  |  |
|      |                  |      |  |  |  |  |
|      |                  |      |  |  |  |  |
|      | 선천공립보통학교 | 우승 |  |  |  |  |
|      | 부전승           |      |  |  |  |  |

### 중학부
|  | 준결승           | 준결승   |          |   | 결승 | 결승 |
|  |                  |          |          |   |      |      |
|  |                  |          |          |   |      |      |
|  |                  |          |          |   |      |      |
|  | 중동학교         | 5        |          |   |      |      |
|  | 중동학교         | 5        |          |   |      |      |
|  | 중앙고등보통학교 | 3        |          |   |      |      |
|  | 중앙고등보통학교 | 3        | 중동학교 | 5 |      |      |
|  |                  |          | 중동학교 | 5 |      |      |
|  |                  | 경신학교 | 3        |   |      |      |
|  | 경신학교         | 경신학교 | 3        | 5 |      |      |
|  | 경신학교         |          |          | 5 |      |      |
|  | 배재고등보통학교 | 4        |          |   |      |      |
|  | 배재고등보통학교 | 4        |          |   |      |      |

### 청년부
|  | 준결승               | 준결승               |              |   | 결승 | 결승 |
|  |                      |                      |              |   |      |      |
|  |                      |                      |              |   |      |      |
|  |                      |                      |              |   |      |      |
|  | 보성전문학교         | 5                    |              |   |      |      |
|  | 보성전문학교         | 5                    |              |   |      |      |
|  | 연희전문학교         | 2                    |              |   |      |      |
|  | 연희전문학교         | 2                    | 보성전문학교 | 5 |      |      |
|  |                      |                      | 보성전문학교 | 5 |      |      |
|  |                      | 세브란스의학전문학교 | 3            |   |      |      |
|  | 세브란스의학전문학교 | 세브란스의학전문학교 | 3            | 5 |      |      |
|  | 세브란스의학전문학교 |                      |              | 5 |      |      |
|  | 법정학교             | 3                    |              |   |      |      |
|  | 법정학교             | 3                    |              |   |      |      |

## 참고 문헌
- 대한체육회 (1990). 《대한체육회 70년사》.
- 대한체육회 (2011). 《대한체육회 90년사》.
- “제9회 전국체육대회 정구 경기 결과”. 대한체육회.[깨진 링크(과거 내용 찾기)]